# DDR-Meisterschaften im Hallenfaustball 1986/87
Die DDR-Meisterschaften im Hallenfaustball 1986/87 waren die 35. Austragung der DDR-Meisterschaften der Männer und Frauen im Hallenfaustball der DDR in der Saison 1986/87. Die Finalturniere fanden im April 1987 in Greiz statt. Die Seriensieger Chemie Weißwasser bei den Frauen und Lokomotive Dresden bei den Männern verteidigten ihre Vorjahrestitel und trugen sich damit seit 1976 jeweils zum elften Mal in die Siegerliste ein.

## Frauen
Endstand
| Platz | Mannschaft                 | Punkte | Vorgabezähler | Gesamt |
| ----- | -------------------------- | ------ | ------------- | ------ |
| 1.    | Chemie Weißwasser          | 6:0    | 3             | 9:0    |
| 2.    | Lok Schwerin II            | 4:2    | 2             | 6:2    |
| 3.    | Lok Schwerin I             | 2:4    | 1             | 3:4    |
| 4.    | TSG Berlin-Oberschöneweide | 0:6    | 0             | 0:6    |

Die Vorgabezähler hatten keinen Einfluss auf die Platzierungen.

## Männer
Endstand
| Platz | Mannschaft                    | Punkte | Vorgabezähler | Gesamt |
| ----- | ----------------------------- | ------ | ------------- | ------ |
| 1.    | Lok Dresden                   | 4:2    | 3             | 7:2    |
| 2.    | BSG Traktor Bachfeld          | 5:1    | 1             | 6:1    |
| 3.    | Lok „Erich Steinfurth“ Berlin | 3:3    | 2             | 5:3    |
| 4.    | Chemie Weißwasser             | 0:6    | 0             | 0:6    |

Im Gegensatz zu den Frauen hatte die Platzierung der Hauptrunde in Form der Vorgabezähler einen erheblichen Einfluss auf die Reihenfolge der Medaillenvergabe.

## Anmerkung
1. 1 2  Vorgabezähler: Gemäß ihrer Platzierung in der Hauptrunde erhielten die qualifizierten Mannschaften Punkte für die Endrunde. Der Erste erhielt dabei drei Punkte, der Zweitplatzierte zwei, der Dritte noch einen.